# Albrecht I. (Braunschweig-Grubenhagen)
Albrecht I. von Braunschweig-Grubenhagen (* um 1339; † 1383) war Herzog zu Braunschweig-Lüneburg, Fürst von Braunschweig-Grubenhagen-Salzderhelden, regierte von 1361 bis zu seinem Tode.
Albrecht I. war der älteste Sohn des Herzogs Ernst des Älteren von Grubenhagen und der Adelheid, geb. von Everstein. Schon zu dessen Lebzeiten Mitregent, regierte Albrecht nach dessen Tod das Fürstentum Grubenhagen außer einigen Besitzungen zu Osterode und Herzberg, die er seinem Bruder Friedrich abtrat, allein und residierte in der Burg Salzderhelden bei Einbeck, weshalb er auch der „Herzog zum Salze“ genannt wurde.
Man rühmt ihn als Liebhaber der Geschichte und Wissenschaften; gleichwohl blühte unter ihm die Wegelagerei, der er selbst nicht fremd gewesen sein soll, wodurch er mit seinen Nachbarn in manchen Streit geriet. Am 29. Juni 1361 erteilte Albrecht mit seinem Bruder Johann der Stadt Braunschweig den Huldebrief, geriet noch in demselben Jahre mit dem Grafen Otto von Waldeck und dessen Sohn Heinrich in Fehde und wurde mit dem Bruder 1362 in der Schlacht bei Arnoldshausen gefangen. Erst nach geschworener Urfehde erhielt er die Freiheit wieder.
Besonders hart wurden durch die Streifzüge Albrechts und seiner Vasallen die Länder des Landgrafen Friedrich des Strengen von Thüringen betroffen. Nach ernsten, aber vergeblichen Mahnungen rückte der Landgraf 1365 mit einem für damalige Zeit bedeutenden Heer, wie behauptet wird mit achtzehntausend Mann, in das Grubenhagener Land ein und lagerte vor Einbeck und Salzderhelden, musste aber nach einigen Monaten unverrichteter Sache wieder abziehen. Bei Gelegenheit dieser Fehde wird zum ersten Mal in den braunschweigischen Landen ein Geschütz erwähnt („diz waz die erste buchse, dy yn dessin landin vernommen wart“). Doch verwüstete der Landgraf Städte und Dörfer, nahm und brach mehrere der Raubburgen von Albrechts Vasallen und zwang diesen dadurch, um Frieden zu bitten. Bald brach Albrecht den Frieden aufs Neue, der Landgraf überzog seine Lande nochmals und Albrecht musste sich bis zum geschlichteten Streit zum Einlager in Eisenach bequemen.
Durch diese Fehden in Geldbedrängnis geraten, sah sich Albrecht genötigt, mehrere seiner Besitzungen zu verpfänden, so 1365 die Vogtei in und um Hameln an den Grafen Johann von Spiegelberg, 1372 die Stadt Hameln selbst an den Grafen Otto von Schaumburg und 1370 dem Rat der Stadt Braunschweig seinen Anteil an den Weichbilden Altewiek und Sack, der Gerichtsbarkeit, dem Judenzoll und an den Mühlen von Braunschweig. Im Jahr 1381 verkaufte er dem Bischof von Hildesheim mehrere um Einbeck gelegene Dörfer für 300 rheinische Goldgulden auf Wiederkauf.
Mit seiner Frau Agnes, Tochter des Herzogs Magnus mit der Kette von Braunschweig, hatte Albrecht einen Sohn, Erich. Albrecht starb wahrscheinlich im Jahr 1383 und liegt im Alexanderstift zu Einbeck begraben.